# Сазонов, Константин Тихонович
Константи́н Ти́хонович Сазо́нов (22 ноября 1911, Валуйки, Воронежская губерния — 1976, Ленинград) — советский футболист, крайний нападающий. Мастер спорта СССР (1942)

## Биография
В 1928 году окончил девятилетнюю единую трудовую школу. В 1928—1933 работал арматурщиком и техником в строительных организациях, в 1933—1937 — краснофлотец учебного отряда подводного плавания (Ленинград). Во время Великой Отечественной войны в 1941—1945 работал в ленинградском ОБХСС.
В чемпионате СССР выступал за ленинградские «Сталинец» (1936—1937) и «Динамо» (1938—1947), «Спартак» Львов (1949—1950).
В 1950 с отличием окончил школу тренеров при ГОЛИФК имени П. Ф. Лесгафта. Работал в командах «Мясокомбинат» (Ленинград, 1950—1951), Комбинат им. Тельмана (1951—1952), в/ч 22558 (Новгород, первенство РСФСР). С 1953 — заместитель начальника команды «Зенит» по хозяйственной части.

## Достижения и награды
- Вошёл в число лучших футболистов СССР 1938 года.
- Медаль «За оборону Ленинграда» (июль 1943)
- Медаль «За победу над Германией в Великой Отечественной войне 1941—1945 гг.» (1945)